# Cantó d'Aubervilliers-Est
El cantó de Aubervilliers-Est és un antic cantó francès del departament de Sena Saint-Denis, que estava situat al districte de Saint-Denis. Comptava amb part del municipi d'Aubervilliers.
Al 2015 va desaparèixer i el seu territori va passar a formar part del nou cantó d'Aubervilliers.

## Municipis
- Aubervilliers (part)

## Història
| Data d'elecció                           | Identitat             | Partit | Qualitat |
| ---------------------------------------- | --------------------- | ------ | -------- |
| 1967-1998                                | Madeleine Cathalifaud | PCF    |          |
| 1998-2004                                | Nathalie Buisson      | PCF    |          |
| 2004-2011                                | Evelyne Yonnet        | PS     |          |
| 2011-                                    | Pascal Beaudet        | PCF    |          |
| les dades anteriors no són pas conegudes |                       |        |          |
|                                          |                       |        |          |

## Demografia
| A partir de 1990: Població sense dobles comptes |